# 鶴舞公園奏楽堂
座標: 北緯35度9分19.4秒 東経136度55分13.9秒 / 北緯35.155389度 東経136.920528度

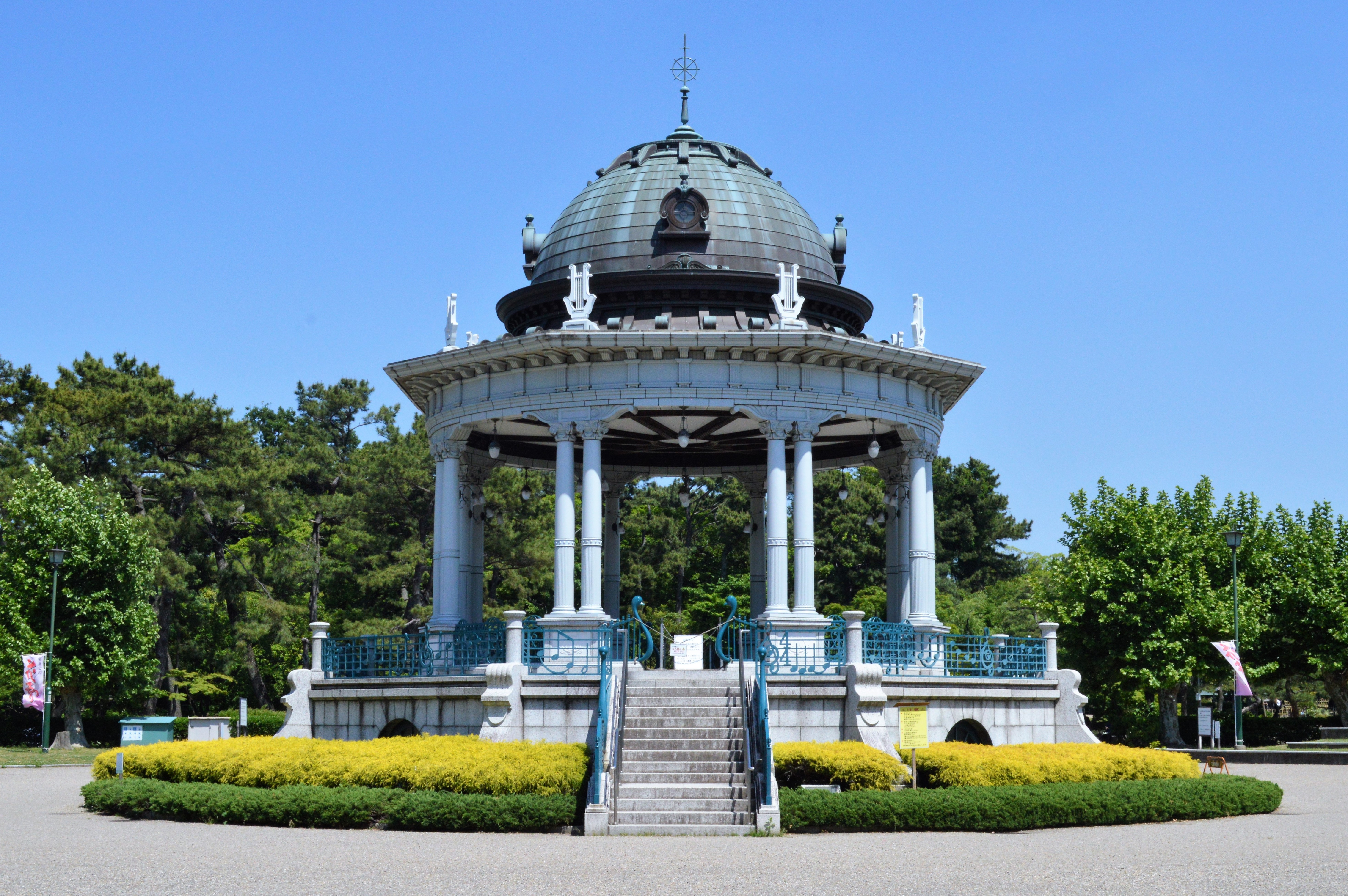
奏楽堂（2017年（平成29年）5月）

鶴舞公園奏楽堂（つるまこうえんそうがくどう）は、名古屋市昭和区鶴舞の鶴舞公園内の奏楽堂。

## 概要
1910年（明治43年）、第10回関西府県連合共進会に合わせて建設されたルネッサンス風の円形舞台。設計は鈴木禎次。ドーム型の屋根を備え、手すりには君が代の楽譜が象られている。1934年（昭和9年）の室戸台風により崩壊したため、平らな屋根を備えた2代目の奏楽堂が造られた。1995年（平成7年）には、初代奏楽堂を復元する工事が着工され、1997年（平成9年）4月2日に完成した。